# 広布寺
広布寺（こうぶじ）は、福島県福島市に所在する日蓮正宗の寺院。山号は大行山（だいぎょうざん）。

## 歴史
- 1884年（明治17年）11月12日 - 後の日蓮正宗大石寺第56世法主日応により福島市浜田町に建立される。開基は第55世法主日布。
- 1975年（昭和50年）9月4日 - 現在地に移転する。

## 所在地
- 福島県福島市八島町4-1

## 交通
- 東北本線・東北新幹線福島駅より車で15分。
- 東北自動車道福島西インターチェンジより車で25分。